# Langford, Norfolk
Langford är en by i civil parish Ickburgh, i distriktet Breckland, i grevskapet Norfolk i England. Byn är belägen 12 km från Thetford. Langford var en civil parish fram till 1935 när blev den en del av Ickburgh. Civil parish hade 34 invånare år 1931. Byn nämndes i Domedagsboken (Domesday Book) år 1086, och kallades då Langaforda.